# Nationalpark Kellerwald-Edersee

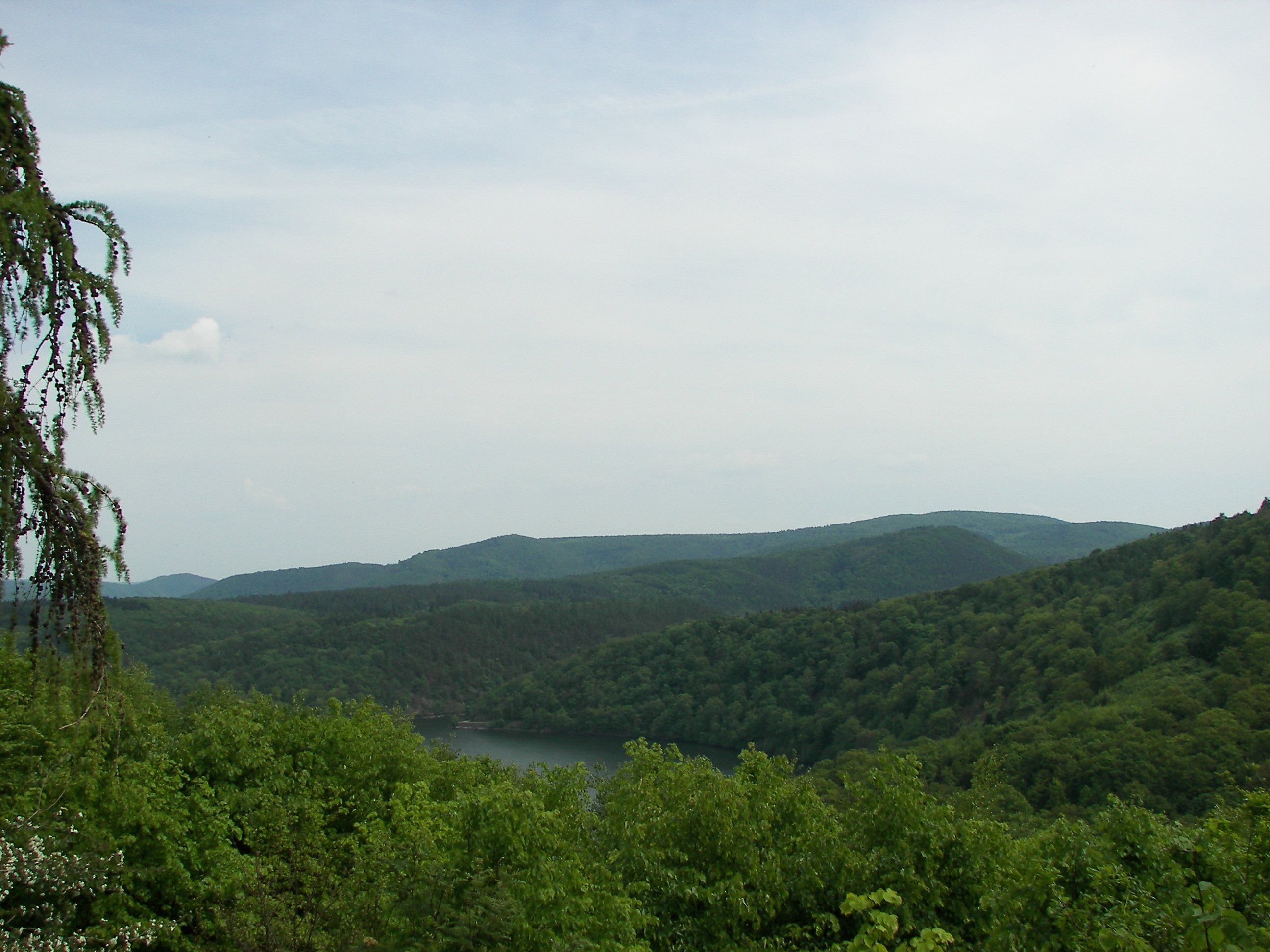
Vy över nationalparken

Nationalpark Kellerwald-Edersee är en 57,24 km² stor nationalpark i norra delen av det tyska bergsområdet Kellerwald i förbundslandet Hessen. Den inrättades 1 januari 2004.
Parken är en del av en större naturpark och ligger cirka 40 km sydväst om Kassel. I nationalparken finns inga orter och skogen kännetecknas av bok och frylen (Luzula). Andra träd som vanligen förekommer i nationalparken är ek, lind och bohuslind. I nationalparken växer 550 olika arter av ormbunksväxter eller blommor, 326 större svamparter och 270 arter av lav.
Vanligast i parken är större partåiga hovdjur som rådjur, kronhjort och vildsvin. 1935 infördes dovhjort och mufflon i regionen. För närvarande lever 44 däggdjursarter i parken, bland annat rödräv, europeisk grävling, olika mårddjur, fälthare, igelkott, sjusovare och hasselmus. Vid sjön Edersee lämnades 1936 för första gången i Europa individer av tvättbjörn i frihet. Djuret förekommer ursprungligt i Nordamerika. 2007 registrerades för första gången efter 60 år europeisk vildkatt (Felis silvestris) i nationalparken.
75 olika fågelarter ruvar i parken. Den största av dessa är svart stork men även ugglor är vanlig.
Nationalparkscentret ligger öster om orten Bad Wildungen. Dessutom finns sedan 1970 vid södra stranden av Edersee en 80 hektar stor vildpark som visar nationalparkens djurbestånd men även visent, varg, större rovfåglar och olika husdjur för barnen.